# Liste der Bodendenkmale in Schneverdingen
In der Liste der Bodendenkmale in Schneverdingen sind alle Bodendenkmale der niedersächsischen Gemeinde Schneverdingen aufgelistet. Die Quelle ist der Denkmalatlas Niedersachsen. Der Stand der Liste ist der 3. November 2024.

## Allgemein

Schneverdingen im Heidekreis

In den Spalten finden sich folgende Informationen des Bodendenkmales:
Lagegeographische Koordinaten
BezeichnungBezeichnung lt. Denkmalatlas
BeschreibungBeschreibung lt. Denkmalatlas
IDObjekt-ID
BildBild, ggf. zusätzlich mit Link zu weiteren Fotos im Medienarchiv Wikimedia Commons.

## Ehrhorn
| Lage                       | Bezeichnung           | Beschreibung | ID       | Bild |
| -------------------------- | --------------------- | --- | -------- | ---- |
| 53° 9′ 40″ N, 9° 54′ 56″ O | Ehrhorn 45, Grabhügel | Flache Kuppe und sanft auslaufenden Rändern, Durchmesser ca. 9 m und Höhe ca. 0,5 m.                                                                         | 34824439 | BW   |
| 53° 9′ 43″ N, 9° 54′ 38″ O | Ehrhorn 62, Grabhügel | Flache Kuppe und sanft auslaufenden Rändern, Durchmesser ca. 19 m und Höhe ca. 0,9 m. In der Mitte ein unregelmäßiger Trichter.                              | 34824589 | BW   |
| 53° 9′ 44″ N, 9° 54′ 37″ O | Ehrhorn 63, Grabhügel | Flache Kuppe und sanft auslaufenden Kanten, Durchmesser ca. 16 m und Höhe ca. 0,6 m. In der Mitte ein unregelmäßiger alter Trichter.                         | 34824590 | BW   |
| 53° 9′ 48″ N, 9° 54′ 46″ O | Ehrhorn 64, Grabhügel | Flache Kuppe und sanft auslaufenden Kanten, Durchmesser ca. 12 m und Höhe ca. 0,7 m.                                                                         | 34824686 | BW   |
| 53° 9′ 48″ N, 9° 54′ 55″ O | Ehrhorn 65, Grabhügel | Durchmesser ca. 28 × 20 m und Höhe ca. 1,2 m. Sehr flache Kuppe aus mehr als kopfgroßen Steinen. Durch Pflugrillen angeschnitten.                            | 34824687 | BW   |
| 53° 9′ 56″ N, 9° 55′ 1″ O  | Ehrhorn 66, Grabhügel | Flache Kuppe und sanft auslaufenden Kanten, Durchmesser ca. 12 m und Höhe ca. 0,6 m. Der Nordostrand von Pfad leicht angeschnitten.                          | 34824688 | BW   |
| 53° 9′ 44″ N, 9° 54′ 13″ O | Ehrhorn 67, Grabhügel | 1952 von G. Jacob-Friesen ausgegraben. Durchmesser des rekonstruierten Grabhügels ca. 14 m, Höhe ca. 0,6 m. Im Süden und Osten von Granitsteinen eingefasst. | 34824769 | BW   |

## Großenwede
| Lage                       | Bezeichnung              | Beschreibung | ID       | Bild |
| -------------------------- | ------------------------ | --- | -------- | ---- |
| 53° 8′ 43″ N, 9° 42′ 56″ O | Großenwede 2, Grabhügel  | Rund, ebenmäßig, Durchmesser ca. 20 m und Höhe ca. 1 m, in der Mitte eine leichte Eindellung. | 34822912 | BW   |
| 53° 7′ 33″ N, 9° 41′ 29″ O | Großenwede 4, Grabhügel  | Annähernd rund, Durchmesser ca. 19 m und Höhe ca. 0,7 m, von Süden bis Südwesten flach auslaufend. | 34822996 | BW   |
| 53° 8′ 0″ N, 9° 42′ 17″ O  | Großenwede 15, Grabhügel | Runde Kuppe, Durchmesser ca. 7,5 m und Höhe ca. 0,3 m, | 34823289 | BW   |
| 53° 8′ 0″ N, 9° 42′ 17″ O  | Großenwede 16, Grabhügel | Runde Kuppe, Durchmesser ca. 7,5 m und Höhe ca. 0,3 m, | 34823289 | BW   |
| 53° 8′ 1″ N, 9° 42′ 14″ O  | Großenwede 18, Grabhügel | Ehemals runde Form und gleichmäßig gewölbt, Durchmesser ca. 9,5 m und Höhe ca. 0,4 m. Durch Weg etwa 1/4 zerstört. | 34823360 | BW   |
| 53° 8′ 1″ N, 9° 42′ 13″ O  | Großenwede 19, Grabhügel | | 34823533 | BW   |
| 53° 7′ 42″ N, 9° 41′ 39″ O | Großenwede 28, Grabhügel | Flach gewölbt, leicht verwaschen mit sanft auslaufenden Rändern, Durchmesser ca. 12 m und Höhe ca. 0,35 m. | 34823681 | BW   |
| 53° 8′ 11″ N, 9° 44′ 12″ O | Großenwede 30, Grabhügel | In der Mitte ein Grenzstein (Gemarkungsgrenze Großenwede - Schneverdingen). Am Grenzstein alter, verwaschener Grenzgraben von Südost nach Südwest. Rand läuft im Süden allmählich aus und ist verwaschen, im Norden und Nordwesten deutlicher abgesetzt, Durchmesser ca. 15 m und Höhe ca. 0,35 m. | 34823738 | BW   |
| 53° 8′ 44″ N, 9° 41′ 6″ O  | Großenwede 39, Umwallung | Annähernd oval, Größe ca. 80 × 55 m. Der Umfassungswall, mit außen vorgelagertem Graben, ist teilweise verschliffen. Innenbereich uneben. Breite des Walles 4 m, Höhe bis zu 0,8 m. Breite des Grabens ca. 3 m, Tiefe bis zu 0,3 m.                                                                | 34823872 | BW   |

## Heber
| Lage                       | Bezeichnung          | Beschreibung | ID       | Bild |
| -------------------------- | -------------------- | --- | -------- | ---- |
| 53° 4′ 8″ N, 9° 53′ 41″ O  | Heber 7, Grabhügel   | Gut erhalten mit steilen Rändern, Durchmesser ca. 14 m und Höhe ca. 1,5 m. In der Mitte und am Südostrand zwei ein Meter breite Eingrabungen.                                                                               | 34825543 | BW   |
| 53° 4′ 12″ N, 9° 53′ 46″ O | Heber 8, Warte       | Rechteckiger, von verwaschenen Spitzgraben eingefassten Platz mit Eingang im Osten. Länge 12 m, Breite 6 m. Der Graben: Breite 3 m und Tiefe 0,5 m. Außenränder sind durch den Auswurf wallartig aufgeschüttet, Höhe 0,2 m. | 34825544 | BW   |
| 53° 3′ 57″ N, 9° 51′ 39″ O | Heber 29, Grabhügel  | Gleichmäßig geformt mit sanft abfallendem Rand, Durchmesser ca. 15 m und Höhe ca. 0,8 m. | 34826166 | BW   |
| 53° 3′ 57″ N, 9° 51′ 38″ O | Heber 30, Grabhügel  | Oberfläche durch mehrere kleine Mulden und Tierbaue uneben, Durchmesser ca. 17 m und Höhe ca. 0,8 m. | 34826167 | BW   |
| 53° 3′ 56″ N, 9° 51′ 38″ O | Heber 31, Grabhügel  | Östliche bis südöstliche Hälfte durch alte Wegespur in Richtung Nordost-Südwest zerstört, Durchmesser ca. 11 m und Höhe ca. 0,8 m.                                                                                          | 34820436 | BW   |
| 53° 7′ 5″ N, 9° 54′ 44″ O  | Heber 42, Grabhügel  | Flache Kuppe und sanft auslaufende Kanten, abgeflachte Mitte etwas eingedellt, Durchmesser ca. 18 m und Höhe ca. 0,8 m. In der Mitte eine flache Vertiefung mit zerschlagenen Stein.                                        | 34820693 | BW   |
| 53° 5′ 41″ N, 9° 55′ 35″ O | Heber 67, Grabhügel  | Flache Kuppe und sanft auslaufenden Rändern, Durchmesser ca. 13 m und Höhe ca. 0,7 m. Störungen durch Rodung und Neuanpflanzung.                                                                                            | 34821451 | BW   |
| 53° 4′ 4″ N, 9° 51′ 16″ O  | Heber 105, Grabhügel | Ebenmäßig gewölbt und annähernd rund mit allmählich auslaufendem Rand, Durchmesser ca. 12 m und Höhe ca. 0,6 m. Im Zentrum alte Eingrabung mit Graben zum Westrand.                                                         | 34822529 | BW   |
| 53° 3′ 55″ N, 9° 51′ 10″ O | Heber 106, Grabhügel | Ebenmäßig gewölbt mit allmählich abfallendem Rand, Durchmesser ca. 12 m und Höhe ca. 0,6 m. | 34822590 | BW   |
| 53° 3′ 54″ N, 9° 51′ 10″ O | Heber 107, Grabhügel | Mit einer älteren Ertdentnahme auf der Kuppe, Durchmesser ca. 12 m und Höhe ca. 0,3 m. Abgesetzter Rand nur im östlichen Bereich erkennbar, im Westen mit dem Waldweg ebenerdig.                                            | 34822591 | BW   |
| 53° 3′ 54″ N, 9° 51′ 9″ O  | Heber 108, Grabhügel | Flach und schwach gewölbt mit flach auslaufendem Rand, Durchmesser ca. 11 m und Höhe ca. 0,3 m. | 34822592 | BW   |
| 53° 7′ 29″ N, 9° 54′ 20″ O | Heber 135, Grabhügel | Annähernd rund und deutlich abgesetzt, mit Eingrabung im Zentrum, Durchmesser ca. 20 m und Höhe ca. 1 m. | 34821999 | BW   |

### Heber 16
- ID:34822706
- Grabhügelfeld umfasst eine Gruppe von zehn Grabhügeln. Die erhaltenen Grabhügel haben einen Durchmesser von 13 – 15 m und sind 0,5 – 1,0 m hoch.

| Lage                       | Bezeichnung | Beschreibung | ID       | Bild |
| -------------------------- | ----------- | --- | -------- | ---- |
| 53° 5′ 25″ N, 9° 51′ 48″ O | Heber 16    | Tierbaue und eine alte verwaschene Erdentnahmestelle, Durchmesser ca. 15 m und Höhe ca. 1 m.                                                                                               | 34825858 | BW   |
| 53° 5′ 25″ N, 9° 51′ 46″ O | Heber 17    | Rest des Grabhügels erhalten. Der zentrale und der nordöstliche Bereich abgetragen bzw. zerwühlt. Südwestlicher Bereich mit 0,5 m Höhe erhalten. An Nordwestseite durch Weg angeschnitten. | 34825859 | BW   |
| 53° 5′ 26″ N, 9° 51′ 45″ O | Heber 18    | Ehemals rund, im nördlichen bis westlichen Drittel durch Weg abgetragen und im Südwesten angeschnitten, Durchmesser ca. 13 m und Höhe ca. 0,7 m.                                           | 34825860 | BW   |
| 53° 5′ 28″ N, 9° 51′ 36″ O | Heber 21    | Über die Mitte eine ca. 0,3 m tief eingeschnittene Wegespur in Richtung Nord-Süd, Durchmesser ca. 19 m und Höhe ca. 0,5 m.                                                                 | 34825962 | BW   |

### Heber 75
- ID:34825633
- Gruppe von ursprünglich mindestens 21 Grabhügeln. Obertägig sind noch zehn Hügel erkennbar. Die übrigen sind aufgrund des hohen Heidekrautbewuchses und der früheren starken Zerstörungen im Gelände nicht mehr eindeutig zu identifizieren.

| Lage                       | Bezeichnung | Beschreibung | ID       | Bild |
| -------------------------- | ----------- | --- | -------- | ---- |
| 53° 6′ 21″ N, 9° 52′ 56″ O | Heber 75    | Rundlich und ebenmäßig gewölbt mit sanft auslaufendem Rand, Durchmesser ca. 14 m und Höhe ca. 1 m. | 34821603 | BW   |
| 53° 6′ 22″ N, 9° 52′ 55″ O | Heber 76    | 1958 von J. Deichmüller untersucht. Von zentraler Bestattung war durch Raubgrabung nur der Rest eines Steinschutzes vorhanden. Im Anschluss an die Grabung aufgeschüttet, Durchmesser ca. 10 m und Höhe ca. 0,3 m. Eindellung und Panzerspuren im südlichen Bereich. | 34821686 | BW   |
| 53° 6′ 21″ N, 9° 52′ 54″ O | Heber 77    | 1958 von J. Deichmüller untersucht, im Anschluss an die Grabung wieder aufgeschüttet, Durchmesser ca. 16 m und Höhe ca. 0,9 m. Einkuhlungen an der Oberfläche. | 34821687 | BW   |
| 53° 6′ 22″ N, 9° 52′ 54″ O | Heber 78    | Annähernd rund, Durchmesser ca. 7 m und Höhe ca. 0,2 m. | 34821688 | BW   |
| 53° 6′ 22″ N, 9° 52′ 53″ O | Heber 79    | Ehemals annähernd rund, Durchmesser ca. 7 m und Höhe ca. 0,7 m. | 34821774 | BW   |
| 53° 6′ 22″ N, 9° 52′ 52″ O | Heber 81    | Rundlich, Durchmesser ca. 7 m und Höhe ca. 0,4 m. | 34821776 | BW   |
| 53° 6′ 23″ N, 9° 52′ 52″ O | Heber 88    | Rundlich, Durchmesser ca. 7 m und Höhe ca. 0,4 m. | 34822148 | BW   |
| 53° 6′ 23″ N, 9° 52′ 53″ O | Heber 94    | Annähernd rund, Durchmesser ca. 7 m und Höhe ca. 0,3 m. Im Westen durch Holzrückspur leicht angeschnitten. | 34822299 | BW   |
| 53° 6′ 23″ N, 9° 52′ 53″ O | Heber 92    | Annähernd rund, Durchmesser ca. 5 m und Höhe ca. 0,2 m. | 34822251 | BW   |
| 53° 6′ 22″ N, 9° 52′ 51″ O | Heber 119   | Rundlich, Durchmesser ca. 16 m und Höhe ca. 0,5 m. | 34820716 | BW   |

### Heber 172
- ID:34820379
- Grabhügelfeld umfasst eine Gruppe von zehn Grabhügeln. Die erhaltenen Grabhügel haben einen Durchmesser von 13 – 15 m und sind 0,5 – 1,0 m hoch.

| Lage                       | Bezeichnung | Beschreibung                                                                                   | ID       | Bild |
| -------------------------- | ----------- | ---------------------------------------------------------------------------------------------- | -------- | ---- |
| 53° 5′ 39″ N, 9° 55′ 39″ O | Heber 172   | Annähernd rund, Durchmesser ca. 12 m und Höhe ca. 1 m.                                         | 34820503 | BW   |
| 53° 5′ 39″ N, 9° 55′ 43″ O | Heber 173   | Annähernd rund, Durchmesser ca. 13 m und Höhe ca. 0,7 m.                                       | 34820557 | BW   |
| 53° 5′ 37″ N, 9° 55′ 41″ O | Heber 174   | Annähernd rund mit Kuppenmulde, Durchmesser ca. 12 m und Höhe ca. 1 m.                         | 34820461 | BW   |
| 53° 5′ 37″ N, 9° 55′ 40″ O | Heber 175   | Annähernd oval, Größe ca. 6 × 8 m und Höhe ca. 0,4 m.                                          | 34820462 | BW   |
| 53° 5′ 38″ N, 9° 55′ 40″ O | Heber 176   | Annähernd rund, Durchmesser ca. 13 m und Höhe ca. 1 m.                                         | 34820488 | BW   |
| 53° 5′ 38″ N, 9° 55′ 39″ O | Heber 177   | Annähernd rund, westlicher Bereich etwas eingedrückt, Durchmesser ca. 16 m und Höhe ca. 0,6 m. | 34820489 | BW   |
| 53° 5′ 37″ N, 9° 55′ 39″ O | Heber 178   | Ehemals annähernd rund, Durchmesser ca. 5 m und Höhe ca. 0,3 m.                                | 34820410 | BW   |
| 53° 5′ 39″ N, 9° 55′ 45″ O | Heber 179   |                                                                                                | 34820411 | BW   |
| 53° 5′ 39″ N, 9° 55′ 46″ O | Heber 180   |                                                                                                | 34820378 | BW   |

## Insel
| Lage                       | Bezeichnung         | Beschreibung | ID       | Bild |
| -------------------------- | ------------------- | --- | -------- | ---- |
| 53° 9′ 28″ N, 9° 49′ 49″ O | Insel 37, Grabhügel | Ebenmäßig rund mit schwach gewölbter Oberfläche und allmählich auslaufendem Rand, Durchmesser ca. 18 m und Höhe ca. 0,6 m. In der Mitte einige flache Eingrabungen. | 34825830 | BW   |
| 53° 9′ 27″ N, 9° 49′ 50″ O | Insel 38, Grabhügel | Mit kleiner Vertiefung in der Mitte, Durchmesser ca. 16 m und Höhe ca. 0,4 m.                                                                                       | 34825831 | BW   |
| 53° 9′ 33″ N, 9° 49′ 25″ O | Insel 43, Wall      | Nur noch der westliche Schenkel auf ca. 50 m Länge, Breite 10 m und Höhe 2 m erhalten.                                                                              | 34825855 | BW   |

### Insel 4
- ID:34821309
- Grabhügelfeld aus einer Gruppe von ehemals 15 Grabhügeln. Der überwiegende Teil der erhaltenen Grabhügel hat einen Durchmesser von 10 – 21 m und eine Höhe von 0,6 – 1,3 m.

| Lage                       | Bezeichnung | Beschreibung | ID       | Bild |
| -------------------------- | ----------- | --- | -------- | ---- |
| 53° 8′ 56″ N, 9° 47′ 35″ O | Insel 4     | Stark zerfahrene Oberfläche und Spuren, Mitte dadurch abgeplattet, Durchmesser ca. 20 m und Höhe ca. 1 m.                                                                   | 34824964 | BW   |
| 53° 8′ 56″ N, 9° 47′ 30″ O | Insel 5     | Regelmäßig gewölbt, die Mitte leicht eingedellt, Durchmesser ca. 20 m und Höhe ca. 1 m.                                                                                     | 34824965 | BW   |
| 53° 8′ 57″ N, 9° 47′ 28″ O | Insel 6     | Tiefe trichterförmige Eingrabung in der Mitte, Durchmesser ca. 18 m und Höhe ca. 1,2 m. Durch tiefe Panzerspuren, besonders am Rand, beschädigt.                            | 34825062 | BW   |
| 53° 8′ 55″ N, 9° 47′ 28″ O | Insel 7     | Mit einer alten Eingrabung in der Mitte, Oberfläche weist tiefe Panzespuren auf, Durchmesser ca. 20 m und Höhe ca. 1 m.                                                     | 34825063 | BW   |
| 53° 8′ 53″ N, 9° 47′ 30″ O | Insel 8     | Mit sehr verwaschenen Rändern, kaum erkennbar, Durchmesser ca. 10 m und Höhe ca. 0,25 m.                                                                                    | 34825064 | BW   |
| 53° 8′ 54″ N, 9° 47′ 30″ O | Insel 9     | Regelmäßig gewölbt, Länge ca.18 m, Breite ca. 14 m und Höhe 1,0 m. Oberfläche in Richtung Süden leicht abgeplattet.                                                         | 34825101 | BW   |
| 53° 8′ 55″ N, 9° 47′ 31″ O | Insel 10    | Mit einer alten viereckigen Eintiefung in der Mitte, Durchmesser ca. 16 m und Höhe ca. 1 m.                                                                                 | 34825102 | BW   |
| 53° 8′ 54″ N, 9° 47′ 32″ O | Insel 11    | Durch Panzerspuren stark abgeplattet, Durchmesser ca. 25 m und Höhe ca. 1,3 m. Nach Süden leicht abfallend.                                                                 | 34825103 | BW   |
| 53° 8′ 54″ N, 9° 47′ 31″ O | Insel 12    | Oval und unregelmäßig gewölbt, Größe ca. 12 × 15 m und Höhe ca. 0,9 m. | 34825184 | BW   |
| 53° 8′ 53″ N, 9° 47′ 32″ O | Insel 13    | Mit einer alten trichterförmigen Eingrabung in der Mitte, Durchmesser ca. 15 m und Höhe ca. 0,9 m.                                                                          | 34825185 | BW   |
| 53° 8′ 54″ N, 9° 47′ 34″ O | Insel 14    | Niedrig, gleichmäßig geformt, mit abgeflachtem Rand, Durchmesser ca. 16 m und Höhe ca. 0,8 m, besonders im Westen flach auslaufend. Am Nordwestrand kleine alte Eingrabung. | 34825186 | BW   |
| 53° 8′ 53″ N, 9° 47′ 35″ O | Insel 15    | Rund mit einer alten, trichterförmigen Eingrabung in der Mitte, Durchmesser ca. 17 m und Höhe ca. 1 m.                                                                      | 34825299 | BW   |
| 53° 8′ 54″ N, 9° 47′ 27″ O | Insel 49    | Flach, verwaschen, im Nordwesten deutlich abgesetzt, Durchmesser ca. 13 m und Höhe ca. 0,3 m.                                                                               | 34825935 | BW   |

## Langeloh
| Lage                       | Bezeichnung             | Beschreibung | ID       | Bild |
| -------------------------- | ----------------------- | --- | -------- | ---- |
| 53° 2′ 31″ N, 9° 46′ 37″ O | Langeloh 57, Grabhügel  | Abgeflachte Oberfläche, Durchmesser ca. 11 m und Höhe ca. 0,3 m. Rand flach auslaufend. | 34821837 | BW   |
| 53° 2′ 33″ N, 9° 46′ 38″ O | Langeloh 58, Grabhügel  | Flache Kuppe und schwach abgesetzte Ränder, Durchmesser ca. 15 m und Höhe ca. 0,7 m. | 34821979 | BW   |
| 53° 2′ 56″ N, 9° 46′ 56″ O | Langeloh 59, Grabhügel  | Gleichmäßig gewölbt mit sanft abfallendem Rand, Durchmesser ca. 10 m und Höhe ca. 0,8 m. | 34822021 | BW   |
| 53° 2′ 16″ N, 9° 47′ 46″ O | Langeloh 87, Grabhügel  | Schwach gewölbt, Durchmesser ca. 16 m und Höhe ca. 0,6 m. Im Norden sanft auslaufend, Südrand leicht abgesetzt.                                                                               | 34823861 | BW   |
| 53° 2′ 27″ N, 9° 47′ 49″ O | Langeloh 113, Brunnen   | Eingestürzter Brunnen, mit einer trichterförmigen Eintiefung, ca. 2 m Durchmesser. Teilweise noch die Steineinfassung sichtbar.                                                               | 34824478 | BW   |
| 53° 4′ 23″ N, 9° 46′ 52″ O | Langeloh 116, Grabhügel | Durch alte Erdentnahme am Westteil stark verwaschen und flach auslaufender Rand, Durchmesser ca. 14 m und Höhe ca. 0,5 m. Am Nordrand eine Sandentnahmestelle.                                | 34824534 | BW   |
| 53° 4′ 59″ N, 9° 50′ 6″ O  | Langeloh 129, Grabhügel | Oval mit flacher Kuppe, Durchmesser ca. 14 × 9 m und Höhe ca. 0,3 m. Ränder flach auslaufend.                                                                                                 | 34824867 | BW   |
| 53° 4′ 34″ N, 9° 46′ 26″ O | Langeloh 132, Grabhügel | Grabhügelrest, 17 m Länge, ca. 8 m Breite und Höhe ca. 0,4 m erhalten. Etwa zur Hälfte zerstört, verbliebene Hälfte im Westen mit abgesetzten Rand, im Osten flach und verwaschen auslaufend. | 34824967 | BW   |
| 53° 4′ 32″ N, 9° 46′ 26″ O | Langeloh 133, Grabhügel | Hügelrest 16 m Länge, ca. 8 m Breite und 0,4 m Höhe. Im Westen einen gut abgesetzten Rand, nach Osten läuft er flach aus. Durch Acker und Wiese im Osten und Westen angeschnitten.            | 34824968 | BW   |
| 53° 4′ 13″ N, 9° 46′ 15″ O | Langeloh 134, Grabhügel | Gleichmäßig rund, gewölbt mit flach auslaufenden Rändern, Durchmesser ca. 17 m und Höhe ca. 0,7 m. Mehrere größere Findlinge. Südrand von Acker leicht angeschnitten.                         | 34825004 | BW   |
| 53° 2′ 13″ N, 9° 46′ 36″ O | Langeloh 150, Grabhügel | Abgeplattete Oberfläche, Durchmesser ca. 13 m und Höhe ca. 0,6 m. Im Süden durch ehemaligen Weg angeschnitten.                                                                                | 34825229 | BW   |
| 53° 2′ 15″ N, 9° 46′ 38″ O | Langeloh 151, Grabhügel | Stark zerfurchte Oberfläche, Durchmesser ca. 12 m und Höhe ca. 0,5 m. | 34825230 | BW   |

### Langeloh 1
- ID:34821960
- Gruppe von ursprünglich mindestens 31 Grabhügeln. Durchmesser liegen zwischen 9 und 25,5 m, Höhen zwischen 0,4 und 1,3 m. Bei einer Reihe von Hügeln konnten ringförmige Vertiefungen beobachtet werden, die von herausgebrochenen Steinkränzen zeugen.

| Lage                       | Bezeichnung | Beschreibung | ID       | Bild |
| -------------------------- | ----------- | --- | -------- | ---- |
| 53° 3′ 16″ N, 9° 46′ 51″ O | Langeloh 1  | Rund mit flach auslaufendem Rand im Nordwesten, Durchmesser ca. 18 m und Höhe ca. 0,9 m. | 34821771 | BW   |
| 53° 3′ 16″ N, 9° 46′ 53″ O | Langeloh 2  | Ova mit verwaschenem und zerwühlten Erscheinungsbild, mit Größe (von West nach Ost) ca. 11 m, (von Nord nach Süd) ca. 10 m und Höhe ca. 0,5 m. In den Rändern tiefe, alte Eingrabungen.                          | 34821772 | BW   |
| 53° 3′ 17″ N, 9° 46′ 53″ O | Langeloh 3  | Rund, ebenmäßig gewölbt, Durchmesser ca. 16 m und Höhe ca. 1 m. | 34821773 | BW   |
| 53° 3′ 16″ N, 9° 46′ 55″ O | Langeloh 4  | Überwiegend abgetragen, der Nordostbereich ist erhalten. Größe ca. 11 × 8 m und ca. 0,4 m Höhe. | 34821810 | BW   |
| 53° 3′ 18″ N, 9° 46′ 53″ O | Langeloh 5  | Plateauartig mit stark abfallenden Rändern, Durchmesser ca. 21 m und Höhe ca. 1 m. | 34821811 | BW   |
| 53° 3′ 19″ N, 9° 46′ 54″ O | Langeloh 6  | Abgeplattete Oberfläche, Durchmesser ca. 19 m und Höhe ca. 0,7 m. Im Nordwesten von Weide leicht angeschnitten.                                                                                                  | 34821812 | BW   |
| 53° 3′ 20″ N, 9° 46′ 57″ O | Langeloh 7  | Leicht oval, Größe ca. 19 × 16 m und Höhe ca. 0,8 m. In der West-Hälfte eine große Erdentnahme, ebenso im Nordost-Teil. Am Süd- und am West-Rand eine tiefe, ringgrabenartige Vertiefung.                        | 34821848 | BW   |
| 53° 3′ 19″ N, 9° 46′ 59″ O | Langeloh 8  | Am Nordrand durch alten Weg angeschnitten, Oberfläche etwas abgeplattet, im Südosten flach auslaufend, Durchmesser ca. 13 m und Höhe ca. 0,7 m.                                                                  | 34821849 | BW   |
| 53° 3′ 18″ N, 9° 46′ 58″ O | Langeloh 9  | Rund, verwaschen, im Norden mit gut abgesetzten Rand, Durchmesser ca. 12 m und Höhe ca. 0,45 m. | 34821850 | BW   |
| 53° 3′ 17″ N, 9° 46′ 56″ O | Langeloh 10 | Rund, mit Einkuhlungen an der Oberfläche, Durchmesser ca. 17 m und Höhe ca. 0,5 m. | 34821980 | BW   |
| 53° 3′ 17″ N, 9° 47′ 0″ O  | Langeloh 11 | Rund, Durchmesser ca. 22 m und Höhe ca. 1,4 m. Frische Erdentnahmen im Süd- und Nordost-Teil. | 34821981 | BW   |
| 53° 3′ 15″ N, 9° 46′ 59″ O | Langeloh 12 | Rund, Durchmesser ca. 17 m und Höhe ca. 1,1 m. Am Südrand ein Ringgrabenrest. | 34821982 | BW   |
| 53° 3′ 14″ N, 9° 46′ 59″ O | Langeloh 13 | Runder Hügel mit alten Eindellung am Südrand, Durchmesser ca. 15 m und Höhe ca. 0,8 m. Teile scheinen in jüngerer Zeit planiert worden zu sein.                                                                  | 34822038 | BW   |
| 53° 3′ 15″ N, 9° 47′ 3″ O  | Langeloh 14 | Zerwühlte Kuppe, Durchmesser ca. 12 m und Höhe ca. 1 m. Im Südwesten flach auslaufend. | 34822039 | BW   |
| 53° 3′ 15″ N, 9° 47′ 6″ O  | Langeloh 15 | Leicht verwaschenr und abgeplattet, Durchmesser ca. 20 m und Höhe ca. 1,1 m. Im Norden durch flachen Graben leicht angeschnitten.                                                                                | 34822040 | BW   |
| 53° 3′ 21″ N, 9° 47′ 12″ O | Langeloh 16 | Abgeplattet und nach Osten flach auslaufend, Durchmesser ca. 23 m und Höhe ca. 1 m. | 34822110 | BW   |
| 53° 3′ 20″ N, 9° 47′ 16″ O | Langeloh 17 | Ebenmäßig gewölbt, Durchmesser ca. 23 m und Höhe ca. 1,4 m. | 34822111 | BW   |
| 53° 3′ 21″ N, 9° 47′ 22″ O | Langeloh 18 | Rund mit abgeplatteter Oberfläche, Durchmesser ca. 13 m und Höhe ca. 0,7 m. Im Süden flacher werdend, im Norden gut abgesetzt.                                                                                   | 34822112 | BW   |
| 53° 3′ 20″ N, 9° 47′ 27″ O | Langeloh 19 | Leicht längliche Form. Größe in Nord-Süd Richtung 13 m und in Ost-West Richtung 10 m, Höhe 0,3 m. An Ostseite führen Weg und Schneise in Richtung Nordwest - Südost entlang. Auf der Oberfläche alte Wegespuren. | 34822193 | BW   |
| 53° 3′ 22″ N, 9° 47′ 28″ O | Langeloh 20 | Sehr unregelmäßige Oberfläche durch Tierbaue, Durchmesser ca. 15 m und Höhe ca. 0,7 m. | 34822194 | BW   |
| 53° 3′ 23″ N, 9° 47′ 28″ O | Langeloh 21 | Abgeplattete Oberfläche und unregelmäßige Form, Durchmesser ca. 15 m und Höhe ca. 0,5 m. | 34822195 | BW   |
| 53° 3′ 24″ N, 9° 47′ 26″ O | Langeloh 22 | Rund mit abgeplatteter Oberfläche, Durchmesser ca. 17 m und Höhe ca. 0,65 m. | 34822247 | BW   |
| 53° 3′ 24″ N, 9° 47′ 29″ O | Langeloh 23 | Rund, im Süden flach auslaufend, im Norden abgesetzt, Durchmesser ca. 12 m und Höhe ca. 0,5 m. Oberfläche abgeplattet.                                                                                           | 34822248 | BW   |
| 53° 3′ 23″ N, 9° 47′ 30″ O | Langeloh 24 | Klein, rund und deutlich abgesetzt, Durchmesser ca. 11 m und Höhe ca. 0,7 m. | 34822249 | BW   |
| 53° 3′ 25″ N, 9° 47′ 24″ O | Langeloh 25 | Rund und unregelmäßig gewölbt, Durchmesser ca. 19 m und Höhe ca. 0,7 m. Mitte abgeplattet. | 34822322 | BW   |
| 53° 3′ 24″ N, 9° 47′ 23″ O | Langeloh 26 | Rund mit unregelmäßiger Oberfläche, durch Eingrabungen gestört, Durchmesser ca. 21 m und Höhe ca. 1 m. | 34822323 | BW   |
| 53° 3′ 28″ N, 9° 47′ 20″ O | Langeloh 27 | Oval mit unregelmäßiger Oberfläche, Größe (Nord-Süd) ca. 18 m, (Ost-West) ca. 15 m und der Höhe von ca. 0,3 m. Im Zentrum eine Eingrabung.                                                                       | 34822324 | BW   |
| 53° 3′ 19″ N, 9° 47′ 12″ O | Langeloh 28 | Rund, verwaschen, im Osten flach auslaufend, Durchmesser ca. 19 m und Höhe ca. 0,8 m. | 34822400 | BW   |
| 53° 3′ 25″ N, 9° 47′ 23″ O | Langeloh 30 | Mit verwaschenen Rand, Durchmesser ca. 8 m und Höhe ca. 0,5 m. | 34822402 | BW   |

### Langeloh 34
- ID:34820735
- Gruppe von mindestens 15 Grabhügeln und zwei fraglichen. Ein Grabhügel wurde 1960 untersucht. Die erhaltenen Grabhügel haben einen Durchmesser zwischen 8 und 18 m und Höhen zwischen 0,2 und 1,0 m.

| Lage                       | Bezeichnung  | Beschreibung | ID       | Bild |
| -------------------------- | ------------ | --- | -------- | ---- |
| 53° 2′ 5″ N, 9° 47′ 56″ O  | Langeloh 40  | Durch Überpflügen der Oberfläche unregelmäßig, Durchmesser ca. 13 m und Höhe ca. 0,4 m. Mitte leicht eingetieft. Rand deutlich, aber etwas unregelmäßig abgesetzt. Ostrand läuft allmählich ins Weideland aus. | 34822730 | BW   |
| 53° 2′ 6″ N, 9° 47′ 55″ O  | Langeloh 41  | In der Mitte eine flache, weite Eintiefung. Rand ist, besonders im Westen, flach auslaufend, Durchmesser ca. 20 m und Höhe ca. 0,6 m.                                                                          | 34822731 | BW   |
| 53° 2′ 8″ N, 9° 47′ 54″ O  | Langeloh 42  | Gleichmäßig gewölbt, Durchmesser ca. 22 m und Höhe ca. 0,8 m. Oberfläche leicht abgeplattet. Rand sanft abfallend.                                                                                             | 34822732 | BW   |
| 53° 2′ 10″ N, 9° 47′ 53″ O | Langeloh 43  | Oval, Größe (Nord - Süd) 21 × 19 m und Höhe ca. 0,8 m. Im nördlichen Bereich mehrere kleine Grabungslöcher. | 34822933 | BW   |
| 53° 2′ 11″ N, 9° 47′ 52″ O | Langeloh 44  | Abgeflachte Kuppe und leichten Eindellungen, Durchmesser ca. 13 m und Höhe ca. 0,5 m. Rand sanft abfallend. | 34822934 | BW   |
| 53° 2′ 12″ N, 9° 47′ 54″ O | Langeloh 45  | Flach und verwaschen mit flach auslaufendem Rand, Durchmesser ca. 11 m und Höhe ca. 0,4 m. Südlicher Rand verwaschen.                                                                                          | 34822935 | BW   |
| 53° 2′ 13″ N, 9° 47′ 56″ O | Langeloh 46  | Flach gewölbt mit flach auslaufendem Rand, Durchmesser ca. 11 m und Höhe ca. 0,4 m. Südlicher Rand verwaschen.                                                                                                 | 34822955 | BW   |
| 53° 2′ 9″ N, 9° 47′ 56″ O  | Langeloh 47  | Ebenmäßig flach gewölbt mit sanft auslaufendem Rand, Durchmesser ca. 10 m und Höhe ca. 0,5 m. | 34822956 | BW   |
| 53° 2′ 6″ N, 9° 47′ 55″ O  | Langeloh 153 | In der Mitte eingetieft, Durchmesser ca. 10 m und Höhe ca. 0,2 m. | 34825757 | BW   |

### Langeloh 49
- ID:34821208
- Gruppe von elf erhaltenen, einem fraglichen sowie vier obertägig zerstörten Grabhügeln. Die Durchmesser der erhaltenen betragen 6 – 18 m, mit Höhen 0,5 – 1 m.

| Lage                       | Bezeichnung                 | Beschreibung | ID       | Bild |
| -------------------------- | --------------------------- | --- | -------- | ---- |
| 53° 2′ 39″ N, 9° 46′ 52″ O | Langeloh 49                 | Flache Kuppe und sanft auslaufenden Kanten, Durchmesser ca. 13 m und Höhe ca. 0,5 m. Oberfläche zerwühlt, Ostseite leicht angepflügt. | 34822999 | BW   |
| 53° 2′ 39″ N, 9° 46′ 50″ O | Langeloh 50                 | Annähernd rund, Durchmesser ca. 19 m und Höhe ca. 0,9 m. Ostseite flach auslaufend.                                                   | 34823000 | BW   |
| 53° 2′ 40″ N, 9° 46′ 49″ O | Langeloh 51                 | Rund mit flacher Kuppe und sanft auslaufenden Rändern, Durchmesser ca. 19 m und Höhe ca. 1 m. Oberfläche unregelmäßig und Tierbaue.   | 34823001 | BW   |
| 53° 2′ 41″ N, 9° 46′ 48″ O | Langeloh 52                 | Rund mit abgeflachter Kuppe, Durchmesser ca. 16 m und Höhe ca. 0,6 m.                                                                 | 34823096 | BW   |
| 53° 2′ 38″ N, 9° 46′ 50″ O | Langeloh 53                 | Flache Kuppe und verwaschene Kanten, Durchmesser ca. 11 m und Höhe ca. 0,5 m.                                                         | 34823097 | BW   |
| 53° 2′ 37″ N, 9° 46′ 48″ O | Langeloh 54                 | Flache Kuppe und schwach abgesetzte Kanten, Durchmesser ca. 15 m und Höhe ca. 1 m.                                                    | 34823098 | BW   |
| 53° 2′ 38″ N, 9° 46′ 48″ O | Langeloh 55                 | Abgeflachte Kuppe und sanft auslaufender Rand, Durchmesser ca. 17 m und Höhe ca. 0,6 m.                                               | 34823117 | BW   |
| 53° 2′ 37″ N, 9° 46′ 44″ O | Langeloh 56                 | Rund mit sehr flacher, großer Kuppe und verwaschenen Rändern, Durchmesser ca. 20 m und Höhe ca. 0,8 m.                                | 34823118 | BW   |
| 53° 2′ 39″ N, 9° 46′ 49″ O | Langeloh 86                 | Annähernd rund, Durchmesser ca. 15 m und Höhe ca. 0,5 m. Einkuhlungen.                                                                | 34823860 | BW   |
| 53° 2′ 41″ N, 9° 46′ 47″ O | Langeloh 137, Großsteingrab | Annähernd rund, Durchmesser ca. 6 m und Höhe ca. 0,5 m. Am Ostrand ein Granitfindling.                                                | 34825006 | BW   |
| 53° 2′ 41″ N, 9° 46′ 47″ O | Langeloh 139                | Oval, Durchmesser ca. 17 m und Höhe ca. 0,8 m. Nordöstlicher Randbereich zerwühlt.                                                    | 34825034 | BW   |

### Langeloh 62
- ID:34821870
- Gruppe von mindestens zehn Grabhügeln. Durchmesser zwischen 7 und 18 m und Höhen zwischen 0,35 und 1 m. Zwei der Grabhügel sind zerstört.

| Lage                       | Bezeichnung  | Beschreibung | ID       | Bild |
| -------------------------- | ------------ | --- | -------- | ---- |
| 53° 2′ 39″ N, 9° 48′ 11″ O | Langeloh 63  | Unförmiger Rest, Durchmesser ca. 11 m und Höhe ca. 0,2 m.                                                                                        | 34823229 | BW   |
| 53° 2′ 38″ N, 9° 48′ 11″ O | Langeloh 64  | Ebenmäßig gewölbt mit abgesetzten Rändern, Durchmesser ca. 11 m und Höhe ca. 0,6 m. Eine schwache, ringförmige Vertiefung im Rand.               | 34823271 | BW   |
| 53° 2′ 37″ N, 9° 48′ 10″ O | Langeloh 65  | Ebenmäßig gewölbt mit gut abgesetztem Rand, Durchmesser ca. 11 m und Höhe ca. 0,8 m.                                                             | 34823272 | BW   |
| 53° 2′ 37″ N, 9° 48′ 9″ O  | Langeloh 66  | Mit muldenförmiger Vertiefung auf der Kuppe, Durchmesser ca. 15 m und Höhe ca. 1 m. Rand läuft in Richtung Norden sanft aus, im Süden abgesetzt. | 34823273 | BW   |
| 53° 2′ 38″ N, 9° 48′ 9″ O  | Langeloh 67  | Mit flach auslaufendem Rand, Durchmesser ca. 13 m und Höhe ca. 0,5 m.                                                                            | 34823303 | BW   |
| 53° 2′ 38″ N, 9° 48′ 8″ O  | Langeloh 69  | In Nord-Süd Richtung, verläuft ein alter Heideweg, dadurch ist die Oberfläche und der Rand zertreten, Durchmesser ca. 11 m und Höhe ca. 0,5 m.   | 34823305 | BW   |
| 53° 2′ 37″ N, 9° 48′ 6″ O  | Langeloh 70  | Doppelhügel, der größere wurde abgefahren und zerstört. Vom zweiten Hügel sind noch Teile des Randes erhalten, Durchmesser ca. 13 m.             | 34823456 | BW   |
| 53° 2′ 37″ N, 9° 48′ 6″ O  | Langeloh 159 | Oberfläche abgeplattet, Durchmesser ca. 11 m und Höhe ca. 0,2 m.                                                                                 | 34825178 | BW   |

### Langeloh 72
- ID:34821932
- Gruppe von neun Grabhügeln. Diese weisen Durchmesser zwischen 10 und 16 m und Höhen zwischen 0,3 und 0,8 m auf. Von den Grabhügeln mit den FStNr. 75, 76 sind nur noch geringe Reste erhalten bzw. sind im Gelände schwer erkennbar.

| Lage                       | Bezeichnung | Beschreibung | ID       | Bild |
| -------------------------- | ----------- | --- | -------- | ---- |
| 53° 3′ 12″ N, 9° 47′ 51″ O | Langeloh 72 | Zeichnet sich als flache Erhebung mit sanft auslaufendem Rand im Gelände ab, Durchmesser ca. 15 m und Höhe ca. 0,5 m.                                             | 34823458 | BW   |
| 53° 3′ 14″ N, 9° 47′ 53″ O | Langeloh 73 | Ebenäßig mit sanft auslaufendem Rand, Durchmesser ca. 17 m und Höhe ca. 0,6 m. West- und Südrand werden von Heideweg berührt.                                     | 34823475 | BW   |
| 53° 3′ 14″ N, 9° 47′ 50″ O | Langeloh 74 | Stark abgeplattete Kuppe und sanft auslaufendem Rand, Durchmesser ca. 14 m und Höhe ca. 0,4 m. Durch Kaninchenlöcher gestört. Pflanzfurchen in Nord-Süd Richtung. | 34823476 | BW   |
| 53° 3′ 15″ N, 9° 47′ 51″ O | Langeloh 75 | Unförmiger und zerwühlter Überrest, Höhe ca. 0,3 m. | 34823477 | BW   |
| 53° 3′ 15″ N, 9° 47′ 50″ O | Langeloh 76 | Im Westen leicht angeschnitten, Durchmesser ca. 17 m und Höhe ca. 0,3 m. Tierbaue und Einkuhlungen.                                                               | 34823572 | BW   |
| 53° 3′ 16″ N, 9° 47′ 50″ O | Langeloh 77 | Mit Eingrabung im Zentrum, Durchmesser ca. 11 m und Höhe ca. 0,3 m. Im Norden in Graben auslaufend.                                                               | 34823573 | BW   |
| 53° 3′ 15″ N, 9° 47′ 49″ O | Langeloh 78 | Ebenmäßig geformt mit allmählich auslaufenden Rand, Durchmesser ca. 17 m und Höhe ca. 0,5 m.                                                                      | 34823574 | BW   |
| 53° 3′ 14″ N, 9° 47′ 47″ O | Langeloh 79 | Ebenmäßig geformt mit allmählich auslaufenden Rand, Durchmesser ca. 17 m und Höhe ca. 0,7 m.                                                                      | 34823616 | BW   |
| 53° 3′ 18″ N, 9° 47′ 54″ O | Langeloh 80 | Ebenmäßig gewölbt mit allmählich auslaufendem Rand, Durchmesser ca. 13 m und Höhe ca. 0,4 m.                                                                      | 34823617 | BW   |

### Langeloh 95
- ID:34823837
- Gruppe von ursprünglich mindestens 15 Grabhügeln. Diese weisen Durchmesser zwischen 7 und 16 m und Höhen zwischen 0,2 und 0,8 m auf.

| Lage                       | Bezeichnung  | Beschreibung | ID       | Bild |
| -------------------------- | ------------ | --- | -------- | ---- |
| 53° 4′ 22″ N, 9° 47′ 49″ O | Langeloh 95  | Unregelmäßig, Durchmesser ca. 15 m und Höhe ca. 0,8 m. Im Nordosten eine längliche grabenförmige Einsenkung.                                                                         | 34823986 | BW   |
| 53° 4′ 24″ N, 9° 47′ 48″ O | Langeloh 96  | Ebenmäßig gewölbt, Durchmesser ca. 14 m und Höhe ca. 0,6 m. Südteil durch Kaninchenbaue zerklüftet. Rand im Süden deutlich abgesetzt, nach Norden und Nordost allmählich auslaufend. | 34824084 | BW   |
| 53° 4′ 25″ N, 9° 47′ 53″ O | Langeloh 99  | Abgeflachte Oberfläche und abgesetzten Rand, Durchmesser ca. 12 m und Höhe ca. 0,5 m.                                                                                                | 34824243 | BW   |
| 53° 4′ 25″ N, 9° 47′ 54″ O | Langeloh 100 | Oval, Größe (Nord - Süd) ca. 15 m, (Ost - West) ca. 12 m, H. ca. 0,45 m. | 34824244 | BW   |
| 53° 4′ 24″ N, 9° 47′ 56″ O | Langeloh 101 | Schwach gewölbt mit allmählich auslaufendem Rand, Durchmesser ca. 19 m und Höhe ca. 0,6 m. Zahlreiche Kaninchenlöcher vorhanden. In der ehemaligen Kuppe eine zentrale Eingrabung.   | 34824245 | BW   |
| 53° 4′ 26″ N, 9° 47′ 58″ O | Langeloh 102 | Oval, Größe ca. 17 × 13 m und Höhe ca. 0,4 m, flache Bodenerhöhung mit flach auslaufendem Rand.                                                                                      | 34824311 | BW   |
| 53° 4′ 26″ N, 9° 47′ 56″ O | Langeloh 103 | Gleichmäßig gewölbt, Durchmesser ca. 13 m und Höhe ca. 0,5 m. Rand im Westen abgesetzt, weitere allmählich auslaufend. Schmale alte Eingrabungen und Tierbaue.                       | 34824312 | BW   |
| 53° 4′ 26″ N, 9° 47′ 55″ O | Langeloh 104 | Runde Kuppe und flach auslaufender Rand, Durchmesser ca. 10 m und Höhe ca. 0,2 m. Pfad verläuft über den Hügel.                                                                      | 34824313 | BW   |
| 53° 4′ 26″ N, 9° 47′ 53″ O | Langeloh 105 | Ebenmäßig gewölbt mit abgesetztem Rand, Durchmesser ca. 12 m und Höhe ca. 0,5 m. Größere Abgrabung am Westrand bis ins Zentrum. Durch Tierbaue Oberfläche leicht zerwühlt.           | 34824350 | BW   |
| 53° 4′ 18″ N, 9° 47′ 47″ O | Langeloh 131 | Deutlich gewölbt, Durchmesser ca. 18 m und Höhe ca. 1,2 m. In der Kuppe zwei Eintiefungen.                                                                                           | 34824966 | BW   |
| 53° 4′ 18″ N, 9° 47′ 50″ O | Langeloh 156 | Annähernd rund, Durchmesser ca. 16 m und Höhe ca. 0,6 m. Im nordöstlichen Bereich etwas eingesunken.                                                                                 | 34823838 | BW   |
| 53° 4′ 19″ N, 9° 47′ 51″ O | Langeloh 157 | Annähernd rund, hochgewölbt, Durchmesser ca. 9 m und Höhe ca. 0,6 m. | 34824926 | BW   |

## Lünzen
| Lage                       | Bezeichnung          | Beschreibung | ID       | Bild |
| -------------------------- | -------------------- | --- | -------- | ---- |
| 53° 6′ 31″ N, 9° 42′ 11″ O | Lünzen 4, Grabhügel  | Abgeflachte Kuppe und steil abfallendem Rand, Durchmesser ca. 15 m und Höhe ca. 1,5 m. An Nordseite durch Grenzgraben leicht angeschnitten. In der Mitte eine alte Eingrabung. | 34822381 | BW   |
| 53° 6′ 51″ N, 9° 43′ 12″ O | Lünzen 27, Grabhügel | Flach gewölbt, oval, Länge (NNW-SSO) ca. 12 m, Breite ca. 10 m und Höhe ca. 0,35 m. Südlicher Rand leicht abgesetzt, sonst flach auslaufend.                                   | 34822827 | BW   |

## Schneverdingen
| Lage                       | Bezeichnung                  | Beschreibung | ID       | Bild |
| -------------------------- | ---------------------------- | --- | -------- | ---- |
| 53° 7′ 52″ N, 9° 48′ 6″ O  | Schneverdingen 14, Grabhügel | Mit gut abgesetztem Rand, nur im Westen flach auslaufend, Durchmesser ca. 12 m und Höhe ca. 0,5 m. Einige flache Eindellungen vorhanden. Panzerspuren quer über den Hügel.                      | 34820594 | BW   |
| 53° 7′ 44″ N, 9° 50′ 58″ O | Schneverdingen 21, Grabhügel | Flache Kuppe und abgesetzten Kanten, Durchmesser ca. 16 m und Höhe ca. 1 m. In der Mitte eine flache Delle. Seitlich Pflanzrillen vorhanden. Am Ostrand durch Pflugfurche leicht angeschnitten. | 34820865 | BW   |

### Schneverdingen 3
- ID:34824569
- Gruppe von ursprünglich mindestens elf Grabhügeln. Neun davon liegen auf einer Fläche von ca. 180 × 200 m. Diese erhaltenen Grabhügel haben einen Durchmesser 11 – 16 m und Höhe 0,3 – 0,6 m.

| Lage                       | Bezeichnung      | Beschreibung | ID       | Bild |
| -------------------------- | ---------------- | --- | -------- | ---- |
| 53° 6′ 13″ N, 9° 47′ 20″ O | Schneverdingen 3 | Gleichmäßig gewölbt mit sanft auslaufendem Rand, Durchmesser ca. 18 m und Höhe ca. 0,5 m. | 34826092 | BW   |
| 53° 6′ 13″ N, 9° 47′ 24″ O | Schneverdingen 4 | Gleichmäßig gewölbt mit sanft auslaufendem Rand, Durchmesser ca. 16 m und Höhe ca. 0,5 m. Über dem Südrand verläuft ein flacher Grenzgraben.                                                          | 34826162 | BW   |
| 53° 6′ 14″ N, 9° 47′ 22″ O | Schneverdingen 6 | Sehr flach mit gleichmäßig, flach auslaufendem Rand, Durchmesser ca. 16 m und Höhe ca. 0,65 m. In der Mitte eine große, rechteckige Eingrabung mit grabenartiger Fortsetzung in Richtung Südwestrand. | 34826164 | BW   |
| 53° 6′ 14″ N, 9° 47′ 20″ O | Schneverdingen 7 | Flach, sehr flach auslaufender Rand, Durchmesser ca. 10 m und Höhe ca. 0,4 m. | 34820354 | BW   |

## Zahrensen
| Lage                      | Bezeichnung             | Beschreibung | ID       | Bild |
| ------------------------- | ----------------------- | --- | -------- | ---- |
| 53° 7′ 34″ N, 9° 46′ 8″ O | Zahrensen 10, Grabhügel | In der Mitte leicht eingesenkt und schwach abgesetzter Rand nach Nordosten sanft auslaufend, Durchmesser ca. 13 m und Höhe ca. 0,4 m. Am Südrand in Weide auslaufend. Das südliche Viertel durch Feldweg abgetragen. | 34821300 | BW   |